# Mandeer

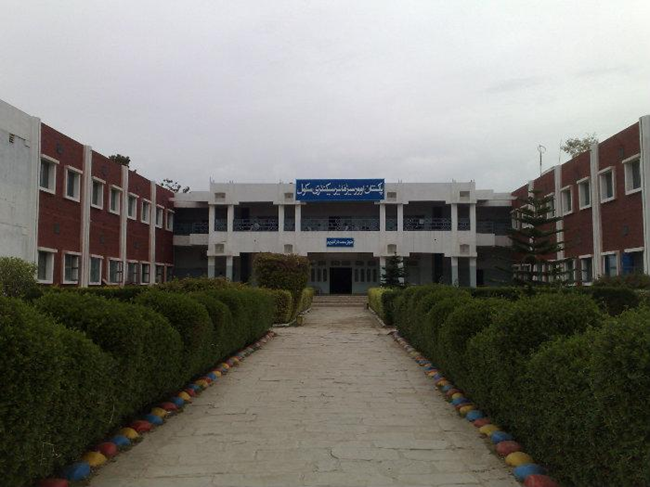
Edifici de la ciutat de Mandeer (Kharian Thesil, Panjab)

Mandeer és una ciutat i consell d'unió del districte de Gujrat, a la província de Panjab del Pakistan. És part del Tehsil Kharian i és localitzat a 32°46'0N 73°50'0E amb una altitud de 256 msnm.
La majoria de la població pertany a la tribu Jat. Fins a finals de la dècada del 1970 l'agricultura i l'exèrcit eren els únics sectors que generaven ocupació. L'agricultura és una professió oblidada avui dia. Les petites propietats de terra i cap font apropiada de regatge va forçar els habitants a buscar alternatives. Des d'aleshores fins a la meitat dels 1990 l'Orient Mitjà era la destinació favorita pels treballadors. Però actualment persones de Mandeer estan treballant i vivint a Europa, principalment Dinamarca, Noruega, França i Catalunya. Molts d'ells ben assentats i vivint amb les seves famílies a Europa i els EUA.
La ciutat de Mandeer és travessada per la carretera que uneix les ciutats de Dinga i Kharian. La zona de Mandeer està situada al Doab (paraula autòctona que indica regions entre grans rius) de Chaj, concretament entre la serralada Pabee i la Vall del riu Chenab.